# 布朗热瓦尔布朗热蒙
布朗热瓦尔布朗热蒙（法語：Blangerval-Blangermont）是法国北部-加来海峡大区加来海峡省的一个市镇，属于阿拉斯区泰努瓦斯河畔圣波勒县。该市镇2009年时的人口为106人。

## 人口
布朗热瓦尔布朗热蒙人口变化图示
| 数据来源：INSEE |